# Burg Kriegshoven

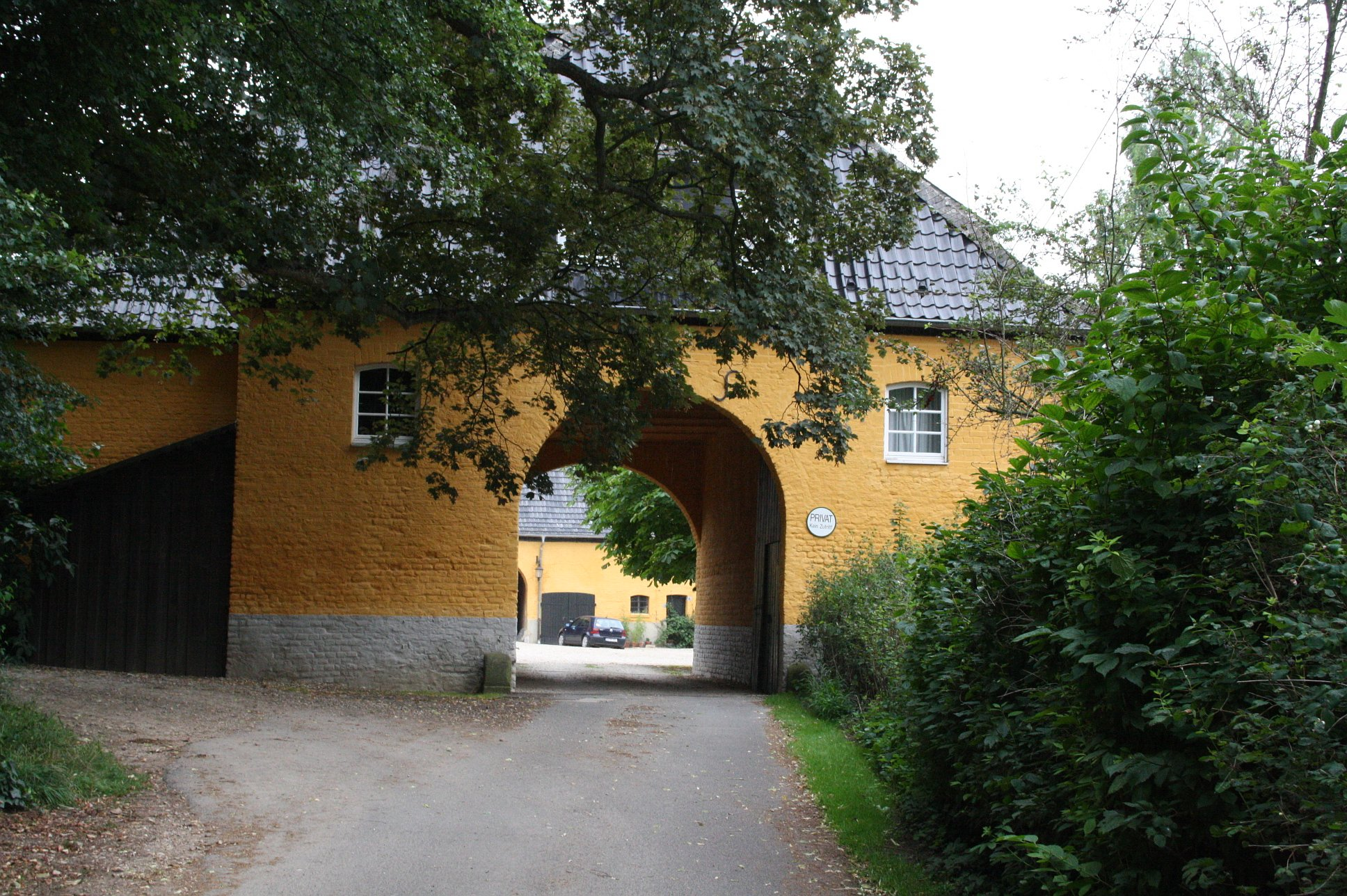
Hofeinfahrt
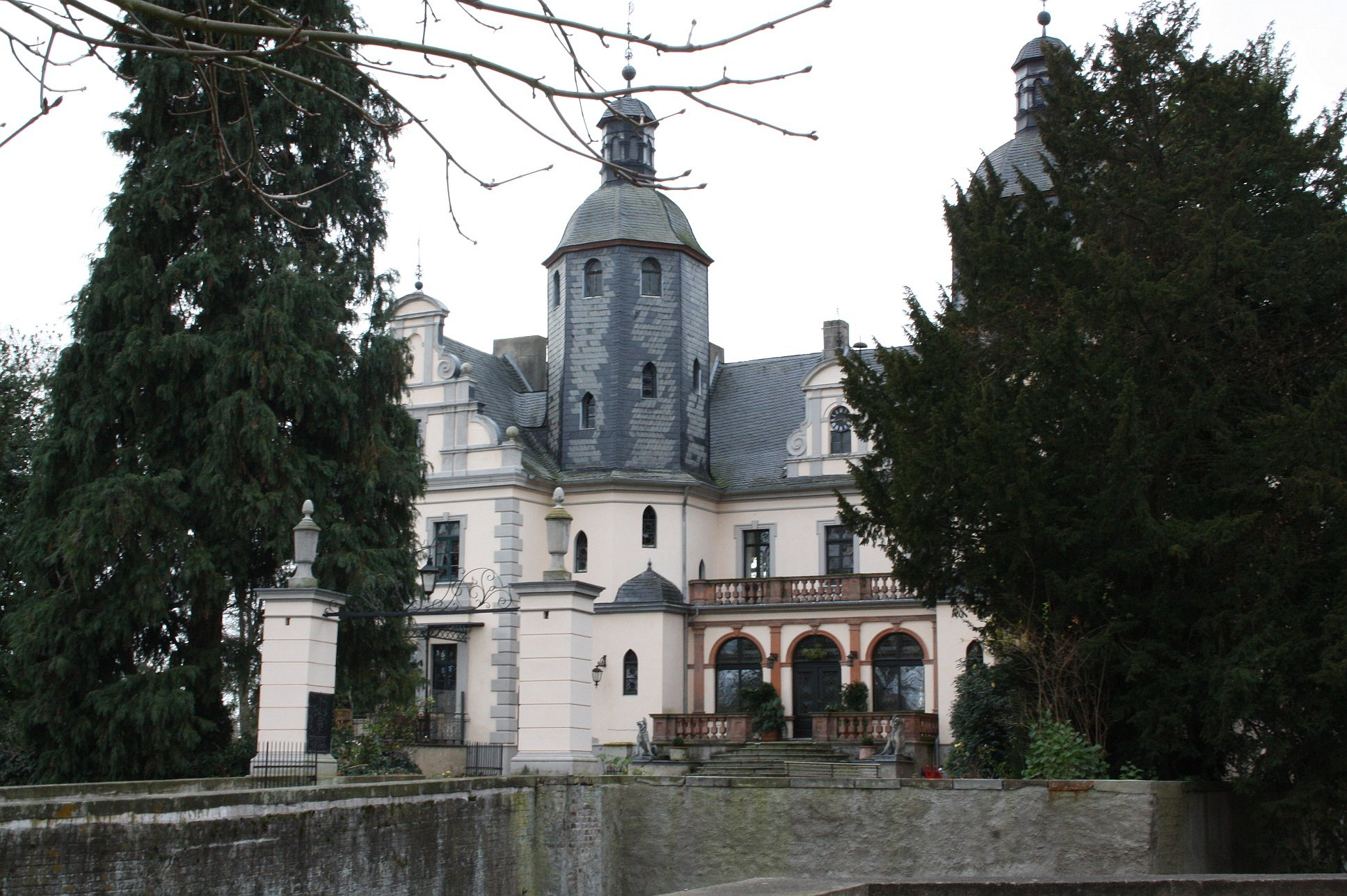
Frontansicht
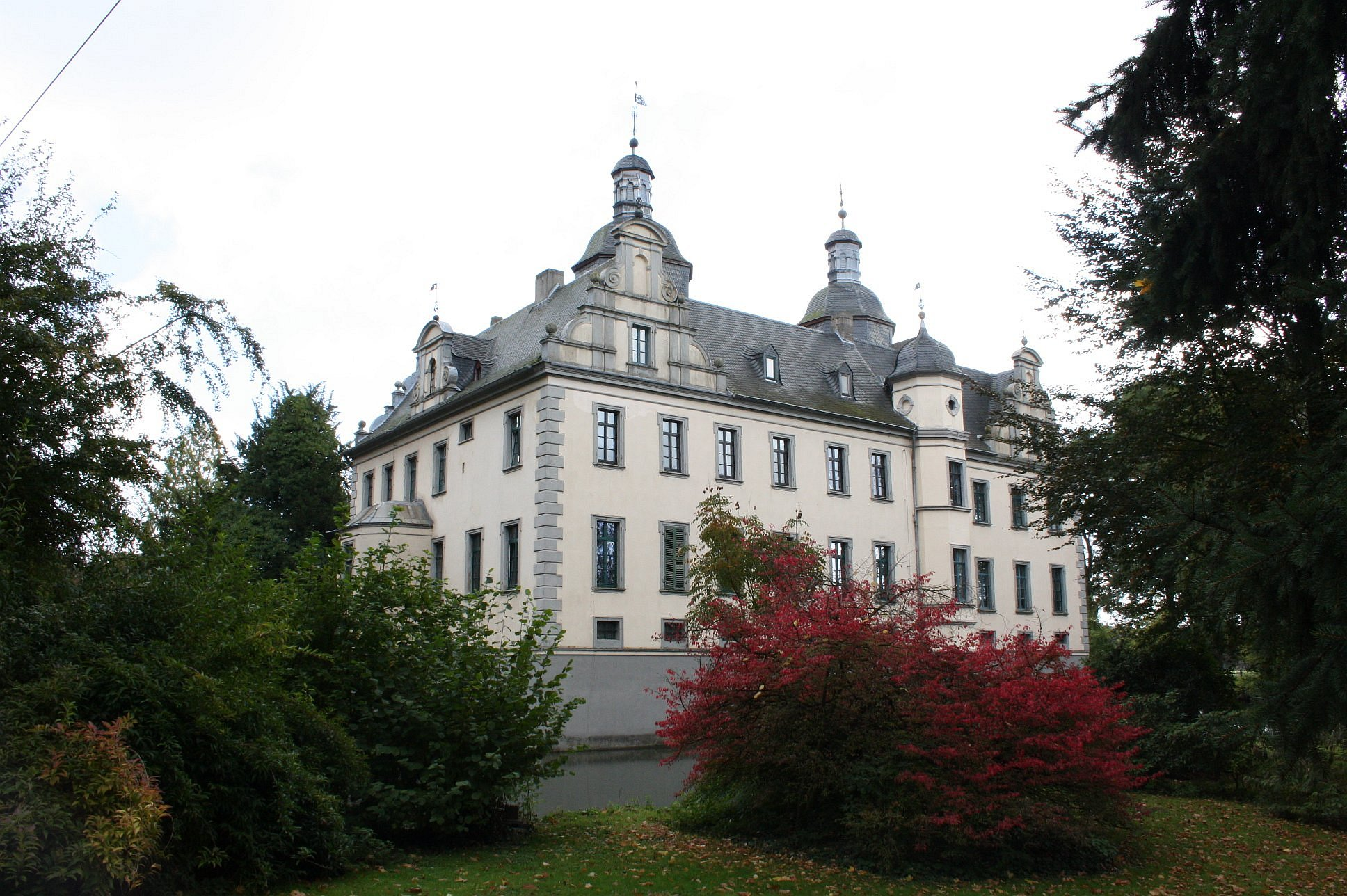
Rückansicht
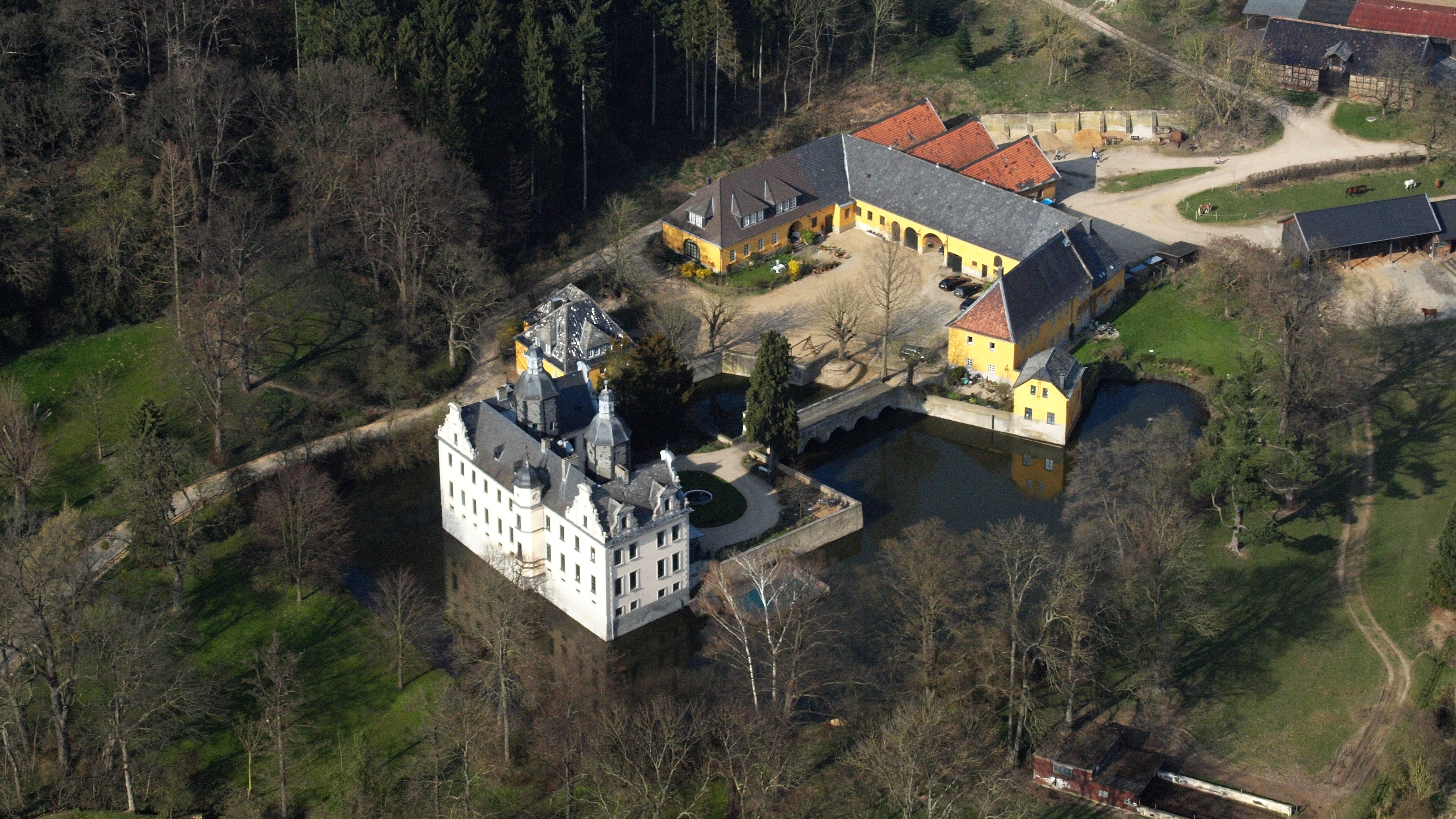
Aus südwestlicher Richtung
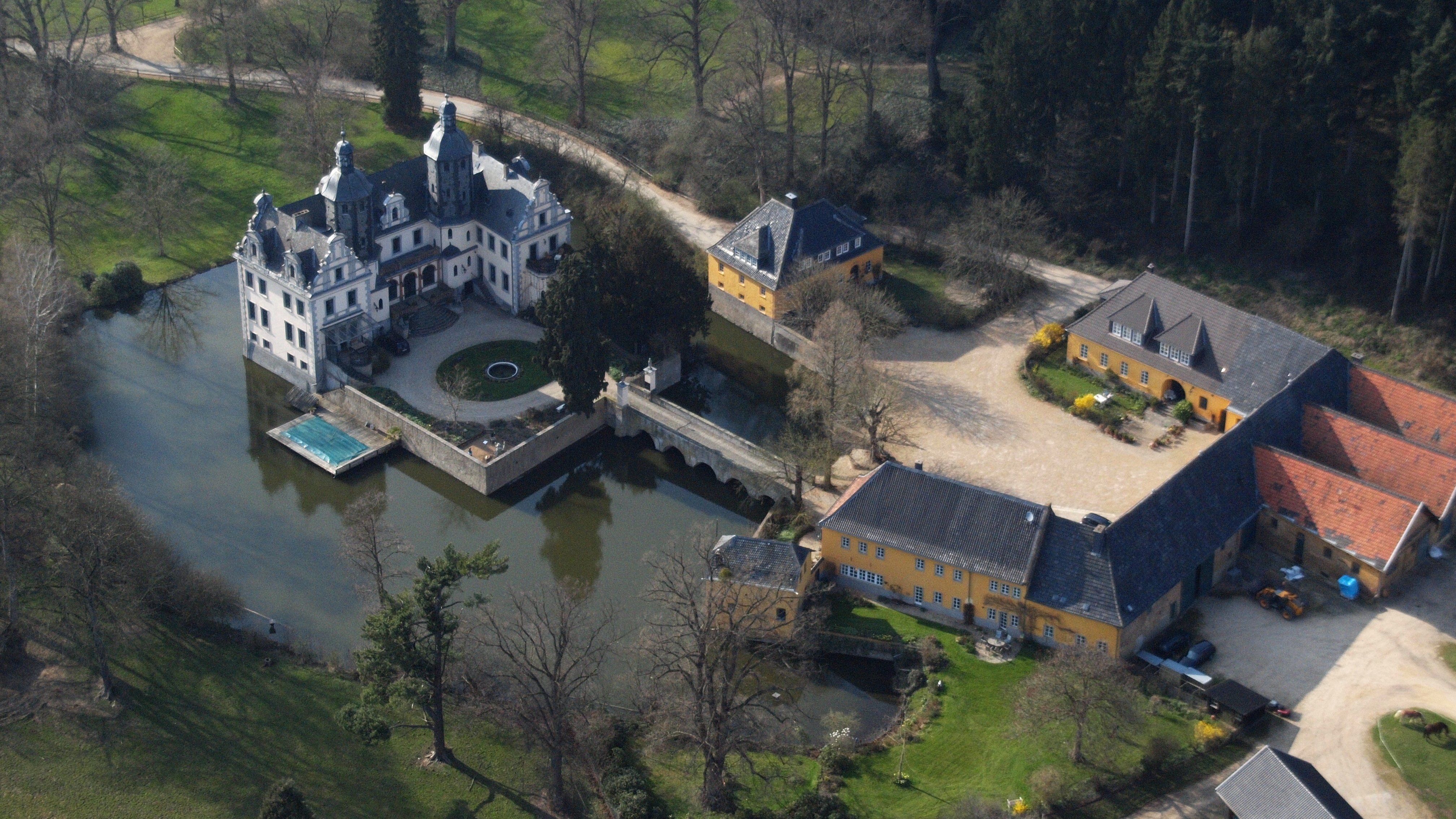
Aus östlicher Richtung

Die Burg Kriegshoven ist eine über eine alte Kastanienallee zu erreichende Wasserburg etwa einen Kilometer nordwestlich des Dorfes Heimerzheim im Rhein-Sieg-Kreis in Nordrhein-Westfalen.

## Geschichte
Das Gründungsdatum ist nicht genau bekannt, doch bereits zur Mitte des 13. Jahrhunderts wurden die Herren von Kriegshoven zum ersten Mal schriftlich erwähnt. Der Stiftsküster von St. Kunibert übertrug im Jahr 1247 dem Besitzer Heinrich von Creshovin einen Teich. Der erhaltene Kernbau der Burg, ein zweigeschossiger Winkelbau, geht auf das 16. Jahrhundert zurück. Die entsprechende Anmutung eines Renaissance-Schlosses wirkt dabei bis heute.
Ein Bildnis des Gebäudekomplexes aus der Mitte des 19. Jahrhunderts zeigt neogotische Ausgestaltungsformen im Modestil des bereits wirkenden Historismus.
Nachfolgend wechselte die Burg oft ihre Besitzer. 1868 erwarb der Oberregierungsrat Emil Wülfing die Wasserburg und erweiterte das Herrenhaus bis 1869 zu einer dreiflügeligen Anlage in barocken Formen. Nach dessen Tod ging die Burg in den Besitz seines gleichnamigen Sohns über. Nachfolger des jüngeren Emil von Wülfing wurde sein Schwiegersohn Fritz Albert Eugen von Scherenberg, der mit Maria von Wülfing verheiratet war. Burg Kriegshoven befindet sich bis heute im Besitz der Familie von Scherenberg.
Teile der Wassergräben der Burganlage wurden bereits Ende des 19. Jahrhunderts zugeschüttet.